# 王士元
王士元（おう しげん）またはウィリアム・ワン（William S-Y. Wang、1933年生まれ）は中国出身のアメリカ合衆国の言語学者。

## 生涯
1933年、上海生まれ。第二次世界大戦後に米国にわたり、コロンビア大学を卒業後、機械による音声認識の論文で1959年にミシガン大学の博士の学位を取得した。その後はIBMでロシア語から英語への機械翻訳の研究を行い、またマサチューセッツ工科大学の研究センターで音声分析の研究を行った。
1961年からオハイオ州立大学に移り、同大学の言語学部と東アジア言語学部を創設した。王士元は双方の学部の主任をつとめた。オハイオ州立大学で王士元は橋本萬太郎と余靄芹の博士論文を指導したが、橋本より王士元の方が年下だった。
1966年にカリフォルニア大学バークレイ校の教授に就任した。1973年に中華人民共和国を訪れている。1994年に退官した後も2000年まで趙元任中国言語学センターの主任および大学院の論文指導教授をつとめた。退官後は香港に引っ越し、1996年から2004年まで香港城市大学の教授、2004年から香港中文大学の研究教授として活動し、2015年より国立台湾師範大学講座教授を務めている。

## 研究内容・業績
- 1973年に学術雑誌『中国語言学報』(Journal of Chinese Linguistics)を創刊した。
- 王士元は1969年の論文において、音変化がすべての語彙について例外なく起きるという青年文法学派以来の見方には変更が必要であると主張し、少数の語からはじまって時間をかけて他の語に拡散するという、かつてのフーゴー・シューハルトに近い理論を立てた。この論文は語彙拡散に関する早期の研究のひとつとして知られる。
- “Competing changes as cause of residue” (pdf). Language 45:  9-25. (1969).
- のちに生物学者・計算機科学者と協力して、言語の起源と進化に関する学際的研究を行っている。王士元はルイジ・ルーカ・カヴァッリ＝スフォルツァの遺伝学の方法を中国の諸言語（中国語、チベット・ビルマ語族、ミャオ・ヤオ語族、タイ・カダイ諸語）の系統関係の分析に適用した。
  - 『中国的語言及方言的分類』（鄧暁華と共著、中華書局2009）
- 心理学者の曽志朗（中国語版）・洪蘭（中国語版）夫妻と行った実験で、中国人が漢字を認識するときに読みを介在させているという結果を得た。
  - Tzeng, Ovid J-L; Hung, Daisy L; Wang, William S-Y (1977). “Speech Recoding in Reading Chinese Characters”. Journal of Experimental Psychology: Human Learning and Memory 3 (6):  621-630.
- 1960年代には生成文法を中国語に応用する試みを行った。この方面では「了・没有」などを変形文法の枠組みで分析した「中国語の2つのアスペクト記号」が有名である。（日本語による紹介：望月八十吉「中国語の2つのアスペクト記号」『中国語学』第157号、日本中国語学会、1966年、1-6頁。）
  - “Two aspect markers in Mandarin”. Language 41 (3):  457-470. (1965).
- 王士元はまた中国語から英語への機械翻訳の研究も行った。

## 著作
2000年以降、論文集が中国から多数出版されている。
- 『語言的探索−−王士元語言学論文選訳』(北京語言大学出版社2000)
- 『王士元語言学論文集』(商務印書館2002)
- 『語言・語音与技術』(共著、上海教育出版社2006)
- 『王士元語音学論文集』(世界図書出版公司2010)
- 『語言・演化与大脳』(商務印書館2011)
- 『演化語言学論集』(商務印書館2013)

王士元は一般向けの文章も多く書いている。1973年に『サイエンティフィック・アメリカン』に書いた中国語に関する概説的な記事は、のちにドイツ語・フランス語・イタリア語・中国語に翻訳された。